# Jákfa, Vas
Jákfa  este un sat în districtul Sárvár, județul Vas, Ungaria, având o populație de 508 locuitori (2011). 

## Demografie
Componența etnică a satului Jákfa
     Maghiari (98,79%)
     Germani (1,21%)
Componența confesională a satului Jákfa
     Romano-catolici (56,5%)
     Luterani (14,57%)
     Fără religie (3,54%)
     Necunoscută (24,61%)
     Atei (0,79%)
Conform recensământului din 2011, satul Jákfa avea 508 locuitori. Din punct de vedere etnic, majoritatea locuitorilor (98,79%) erau maghiari, cu o minoritate de germani (1,21%).  Din punct de vedere confesional, majoritatea locuitorilor (56,5%) erau romano-catolici, existând și minorități de luterani (14,57%) și persoane fără religie (3,54%). Pentru 24,61% din locuitori nu este cunoscută apartenența confesională.